# Sándor Falvai
Dans le nom hongrois Falvai Sándor, le nom de famille précède le prénom, mais cet article utilise l’ordre habituel en français Sándor Falvai, où le prénom précède le nom.
Sándor Falvai (né à Ózd (Hongrie), le 3 août 1949) est un pianiste classique hongrois.

## Biographie
Sándor Falvai, né à Ózd le 3 août  1949, effectue ses études musicales à l'Académie de musique Franz Lisz, dont il sort diplômé en 1972. Après avoir passé une année au Conservatoire Tchaïkovski de Moscou, il est nommé professeur à l'université de musique Franz Lisz. 
En 1978, il fait ses débuts au Carnegie Hall de New York. Il donne des concerts dans le monde entier et a été soliste du Budapest Symphony Orchestra lors de ses tournées.